# Solidarność Basków
Eusko Alkartasuna – baskijska i hiszpańska partia polityczna, której nazwa tłumaczona jest jako Solidarność Basków, w skrócie EA. Opisuje ona siebie jako baskijsko-nacjonalistyczna, demokratyczna, ludowa, progresywna. Obecnie patia zaadaptowała też tytuł „Euskal Sozialdemokrazia”, którą można przetłumaczyć jako „Baskijska socjaldemokracja”. Jak zapisano w statucie tej partii, dąży ona do zapewnienia pełnej narodowej i socjalnej wolności Kraju Basków. Wspierają powołanie do życie niepodległego Euskal Herria, terytorium Basków, ale opowiadają się za osiągnięciem tego przez działalność Unii Europejskiej, jako unii narodów, federacji ludów, nie państw.

## Historia
Nacjonalistyczna Partia Basków pojawiła się w 1986 roku. Pierwszy kongres tego ugrupowania miał miejsce w Pampelunie. Wówczas Carlos Garaikoetxea został wybrany na pierwszego przewodniczącego tej partii. Wkrótce potem miał miejsce rozłam w łonie PNV, kiedy to powstała EA. Powodem tego rozłamu był konflikt pomiędzy Garaikoetzea a późniejszym liderem PNV, Xabierem Arzalluzem, jak również orientacja lewicowa EA i prawicowa PNV. Członkowie każdej z lokalnych organizacji musieli głosować za tym, czy pozostają w PNV, czy przyłączają się do EA. Kiedy dysydentcy członkowie PNV stwierdzili, iż konieczne jest utworzenie nowej partii, proponowano przyjęcie dla niej nazwy Eusko Abertzaleak–Nacionalistas Vascos (Baskijscy Nacjonaliści), ale nazwa ta została zarejestrowana wcześniej przez inną grupę. Założyciele EA wykorzystali tutaj część nazwy baskijskiego związku zawodowego Eusko Langileen Alkartasuna.
Od 1991 roku, EA wchodziła w skład kilku baskijskich rządów, włączając w to obecny (od 2004 roku), prezydenta Juana José Ibarretxe Markuartu. Po wyborach z 2004 roku, partia posiadała jednego deputowanego w hiszpańskim parlamencie, z prowincji Gipuzkoa na którego oddano łącznie 80.000 głosów. W wyborach z 9 marca 2008 roku partia nie uzyskała ani jednego mandatu. EA kilka razy nawiązywała sojusz wyborczy z PNV, a podczas ostatnich wyborów do Parlamentu Europejskiego, również z Republikańską Lewicą Katalonii (ERC). EA namawiała wyborców do głosowania „na nie” podczas referendum na temat konstytucji europejskiej w 2005 roku. W 2011 roku partia dołączyła do bloku baskijskich nacjonalistów Amaiur.
Młodzieżówka partii to Gazte Abertzaleak (Młodzi Patrioci).